# Mari Trini
Mari Trini, echte naam Mari Trinidad Pérez de Miravete Mille (Caravaca de la Cruz, 12 juli 1947 – Murcia, 6 april 2009) was een Spaans zangeres.
Ze verhuisde op zeer jonge leeftijd met haar familie naar Madrid. In haar jeugd zat ze op een religieuze school. Door ziekte was ze lange tijd, van haar zevende tot haar veertiende goeddeels bedlegerig. Toen het weer beter met haar ging begon ze zich te interesseren in muziek, leerde gitaar spelen en begon ze haar eerste liedjes te schrijven.
Op haar vijftiende leerde ze in Madrid de regisseur Nicholas Ray kennen, bekend van onder andere de film Rebel without a cause. Ray wist haar over te halen om naar Londen te gaan om zich daar voor te bereiden op het maken van een film, ook al is het daar nooit van gekomen. Trini verbleef er een jaar, studeerde er, en deed mee in radioprogramma’s met Peter Ustinov.
Later verhuisde ze naar Parijs waar ze haar eerste platencontract tekende en haar eerste liedjes in het Frans opnam. Na vijf jaar in Frankrijk te hebben doorgebracht keerde ze terug naar Spanje om daar verder te gaan met haar muziekcarrière. Ze nam in die tijd haar eerste liedjes in het Spaans op bij de studio RCA van schrijvers als Luis Eduardo Aute en Pantxi Andion, en ook al een paar liedjes van eigen hand.
Het was echter haar volgende plaat “Amores” opgenomen in 1970 uitgebracht door het platenlabel RCA, waarmee ze echt doorbrak. Ook haar volgende plaat “Escúchame” (uitgebracht door Hispavox) bevat grote hits en Mari Trini wordt in die tijd meteen tot de belangrijkste zangeressen van Spanje gerekend. Trini bleef zeer populair tot aan het begin van de jaren negentig en ging het toen wat rustiger aan doen. Haar laatste plaat bracht ze uit in 2001. Door contractuele problemen en wat ongemak met haar gezondheid werd het nadien rustig rond haar, aan het einde van 2005 is er nog een verzamelplaat van haar uitgebracht en een dvd en ontving ze een diamanten plaat vanwege het verkopen van meer dan 10 miljoen platen in haar hele carrière.
Gedurende het laatste jaar van haar leven woonde Trini in de omgeving van Murcia, waar ze zich bezighield met schrijven, componeren en met de voorbereiding van een afscheidsconcert. Hier is het nooit van gekomen; haar al zwakke gezondheid ging hard achteruit en in de nacht van 6 april 2009 overleed ze in het Academisch Ziekenhuis van Murcia. Ze stierf op 61-jarige leeftijd en werd onder andere overleefd door haar moeder. In de gemeenteraad van haar geboorteplaats, Caravaca de la Cruz, zijn stemmen opgegaan om een plein naar haar te vernoemen.

## Discografie

### Albums
- Mari Trini (1969)
- Amores (1970)
- Escúchame (1971)
- Ventanas (1973)
- L'automne (1973)
- ¿Quién? (1974)
- Canta en francés (1975)
- Transparencias (1975)
- Como el rocío (1976)
- El tiempo y yo (1977)
- Solo para tí (1978)
- A mi aire (1979)
- Oraciones de amor (1981)
- Una estrella en mi jardín (1982)
- Mari Trini (1984)
- Diario de una mujer (1984)
- En vivo (1985)
- Quién me venderá (1986)
- En tu piel (1987)
- Espejismos (1990)
- Sus grandes éxitos (1993)
- Sin barreras (1995)
- Alas de cristal (1996)
- Mari Trini con los Panchos (2001)

### Singles
| Single met eventuele hitnotering(en) in de Nederlandse Top 40 | Datum van verschijnen | Datum van binnenkomst | Hoogste positie | Aantal weken | Opmerkingen |
| ------------------------------------------------------------- | --------------------- | --------------------- | --------------- | ------------ | ----------- |
| Un hombre marcho                                              |                       | 23-10-1971            | tip             |              |             |
| Amores                                                        |                       | 10-6-1972             | tip             |              |             |

- Biblioteca Nacional de España: XX1105851
- Bibliothèque nationale de France: cb147786557 (data)
- International Standard Name Identifier: 0000 0000 8161 2359
- Library of Congress Control Number: n78071537
- MusicBrainz: dc8633d7-f4e8-4017-b037-8fd154fc8f00
- Nederlandse Thesaurus van Auteursnamen: 101179391
- Virtual International Authority File: 85942617
- WorldCat: E39PBJfCvGQ4ctm4pPq9kfMpT3